# Izbucul Jaleșului
Izbucul Jaleșului (monument al naturii) este o arie naturală de interes național ce corespunde categoriei a III-a IUCN (rezervație naturală de tip geologic) situată în județul Gorj, pe teritoriul administrativ al comunei Runcu.

## Localizare
Aria naturală cu o suprafață de 20 hectere se află la ieșirea din Cheile Sohodolului, în nordul satului Runcu, în versantul drept al văii Sohodolului, un afluent de stânga al râului Tismana.

## Descriere
Izbucul Jaleșului a fost declarat arie protejată prin Legea Nr.5 din 6 martie 2000 (privind aprobarea Planului de amenajare a teritoriului național - Secțiunea a III-a - zone protejate) și reprezintă izvorul râului Jaleș (Sohodol), un izvor carstic aflat la baza unul abrupt calcaros din sudul Munților Vâlcan.